# 武仙座超星系团
武仙座超星系團（SCl 160）是由兩個鄰近的超星系團構成的一對星系集團。
相較於其它地方的超星系團，這個集團被認為是特別的巨大，它的直徑大約達到3.3億光年。在這個星系團前方有著和這個超星系團一樣大的北方本超空洞 。這個集團中的星系，其紅移在0.0304和0.0414之間。
這個區域中包括艾伯耳2147、艾伯耳2151（武仙座星系團）、和艾伯耳2152星系團。已經發現一條極長的絲狀結構連接到艾伯耳2197和艾伯耳A2199這一對星系團
在鄰近北冕座內的艾伯耳2162也是這個集團的成員。
武仙座超星系團與鄰近的后髮座超星系團都是CfA2長城的一部分。